# Nirukta
Nirukta (in lingua sanscrita निरुक्त) significa "spiegazione, interpretazione" e si riferisce ad uno dei sei antichi libri del Vedāṅga, o di scienze ancillari collegate ai Veda – le scritture dell'Induismo. Nirukta copre l'etimologia ed è lo studio della corretta interpretazione delle parole in sanscrito nei Veda.
Nirukta è la creazione sistematica di un glossario e discute su come capire il significato di parole arcaiche e non comuni. Esso è cresciuto probabilmente perché quasi un quarto delle parole contenute nei testi vedici composti nel II millennio a.C. appaiono solo una volta.
Lo studio del Nirukta può essere ricondotto agli ultimi secoli del II millennio a.C. sui testi vedici Brāhmaṇa. Tuttavia, il più antico testo completo superstite in questo campo è un commento su Nighantu di Yāska, che probabilmente visse intorno al V secolo a.C.. Il suo testo è citato anche semplicemente come Nirukta. Lo studio del Nirukta è stato strettamente correlato alla scienza vedica ancillare Vyakarana, ma ha una diversa focalizzazione. Vyakarana si occupa di analisi linguistica per stabilire la forma esatta di parole per esprimere adeguatamente le idee, mentre Nirukta si concentra su un'analisi linguistica per aiutare a stabilire il corretto significato delle parole, dato il contesto in cui vengono utilizzate. Yaska asserisce che il prerequisito dello studio del Nirukta è lo studio del Vyakarana.
I testi del campo di studi sul Nirukta sono chiamati anche Nirvacana shastra. Un'edizione critica del Nighantu e del Nirukta fu pubblicata da Lakshman Sarup nel 1921

## Etimologia
Nirukta (Sanscrito), dice Monier-Williams, significa "proferito, pronunciato, spiegato, espresso, definito, forte". Si riferisce anche alla interpretazione etimologica di una parola, anche al nome di tali opere.
Il correlato sostantivo sanscrito niruktiḥ significa "derivazione poetica" o "spiegazione di una parola."

## Discussione
Il compito del Nirukta è quello di accertare il significato delle parole, soprattutto di quelle arcaiche, non più in uso,  quelle create molto tempo fa e anche allora raramente utilizzate. La letteratura vedica dal II millennio a.C. ha una grande raccolta di tali parole, con quasi il 25% delle stesse usate solo una volta. Dal I millennio a.C., l'interpretazione e la comprensione del significato dei Veda era diventata una sfida e il Nirukta tentò di proporre sistematicamente le teorie su come le parole si formano, e quindi determinare il loro significato al fine di comprendere i Veda.
Yaska, il saggio che probabilmente visse intorno al V secolo a.C., affrontò questo problema attraverso un'analisi semantica delle parole, abbattendole nelle loro componenti, e poi combinandole nel contesto in cui erano state usate per proporre ciò che le parole arcaiche potrebbero avere significato.
Una premessa centrale del Yaska era che l'uomo crea più nuove parole per concettualizzare e descrivere l'azione, di quanto i sostantivi hanno spesso radici verbali. Tuttavia, aggiunse Yaska, non tutte le parole hanno radici verbali. Egli affermò che sia il significato che l'etimologia delle parole sono sempre dipendenti dal contesto. Le parole sono create attorno ad oggetti-persone, secondo Yaska, per esprimere realtà interne/esterne percepite dall'uomo, e sono una delle sei modifiche del Kriya (azione) e Bhava (dinamica), cioè esser nati, esistere, cambiare, crescere, decrescere e perire.
Una frase è una raccolta di parole, una parola è una collezione di fonemi, secondo gli studiosi del Nirukta delle tradizioni indù. Il significato dei passaggi vedici deve essere inteso attraverso il contesto, lo scopo dichiarato, l'argomento in discussione, ciò che viene detto, come, dove e quando.

## Testi
Il basilare testo del Nirvacana shastra (correlato al Nirukta) sopravvissuto dai tempi antichi ai nostri giorni, è quello di Yaksa, ed è chiamato Nirukta. Anche tre bhasya (commenti) sul Nirukta di Yaksa sono sopravvissuti. Inoltre, un'opera correlata che è ancora esistente ed è più antica del Nirukta di Yaska, è il Nighantu, che è un trattato lessicografico. Si tratta di un glossario o compilazione di termini dai Veda ed è un esempio di testo di Abhidhanashastra (letteralmente, scienza delle parole). Tuttavia il Nighantu non è un dizionario, ma un genere di testi che si è sviluppato nei secoli successivi ed è stato chiamato Kosha in sanscrito. Ii Nirukta di Yaksa si riferisce ampiamente al Nighantu.
I tre commenti al Nirukta di Yaksa sono testi dello studioso indù di nome Durgasinha (noto anche come Durga) che visse probabilmente prima del VI secolo dell'era cristiana, Skanda-Mahesvara che potrebbero essere due studiosi vissuti prima del V secolo, e Nilakantha che visse probabilmente nel XIV secolo.

## Uso

### Antichità
Yaska, nel suo famoso testo Nirukta, asserisce che il Rigveda nell'antica tradizione, può essere interpretato in tre modi diversi - dalla prospettiva dei riti religiosi (adhiyajna), da quella delle divinità (adhidevata) e da quella dell'anima (adhyatman). Il quarto modo di interpretare il Rigveda emerse anche nei tempi antichi, in cui gli dei menzionati erano visti come simboli per racconti leggendari. Viene generalmente accettato che le creazioni poetiche spesso incorporano ed esprimono doppi sensi, ellissi e nuove idee per ispirare il lettore. Il Nirukta permette di identificare i significati impliciti alternativi che i poeti e gli scrittori potrebbero aver incluso nei vecchi testi.

### Medioevo
Molti esempi dell'uso retorico del Nirukta si verificano nei commenti al Bhàskararàya. Ecco un esempio dal verso del suo commento sull'apertura del Ganesha Sahasranama.
IL verso d'apertura comprende il lemma Gaṇanātha come nuovo nome per Ganesha. Il semplice significato di questo nome, che sarebbe apparso evidente ai suoi lettori, sarebbe "Protettore del Ganas", l'analisi del nome in un modo semplice come Gana (gruppo) + Natha (protettore). Ma Bhàskararàya dimostra la sua abilità nel Nirukta analizzando in modo inaspettato il lemma composto bahuvrihi, gaṇana + Atha che significa "quello (gaṇanaṁ) la cui enumerazione procura buoni auspici. Il termine atha è associato a buoni auspici (maṅgalam)." Questo fiorire della retorica all'apertura del Sahasranama dimostra la capacità di Bhaskaraya in Nirukta proprio all'inizio del suo commento su un migliaio di tali nomi, tra cui un tocco intelligente adeguato al contesto di un Sahasranama.